# Ґотемба

Ґоте́мба (яп. 御殿場市, ごてんばし, МФА: [gotemba ɕi̥]?) — місто в Японії, в префектурі Сідзуока. Розташоване в північно-східній частині префектури, біля південно-східного підніжжя гори Фудзі.    Отримало статус міста 1955 року. Площа становить 194,85 км². Станом на 1 серпня 2011 року населення складало 88 949  осіб, густота населення — 456 осіб/км².  Основою економіки є лісова промисловість, комерція, туризм.  В місті розташовані база Сил Самооборони Японії, альпіністські куроти. 